# فهرست نویسندگان سده سیزدهم میلادی فرانسه
فهرست زیر شامل نام نویسندگان قرن سیزدهم فرانسه می‌باشد.
- گیوم دو لوری (۱۲۰۰–۱۲۳۸)
- تیبو دو شامپاین (۱۲۰۱–۱۲۵۳)
- فیلیپ دو بومانوار (۱۲۱۰–۱۲۶۵)
- ژان دو ژوانویل (۱۲۲۴–۱۳۱۷)
- روتبوف (۱۲۳۰–۱۲۸۵)
- ادم دو لا ال (حدود ۱۲۴۰–حدود ۱۲۸۷)
- مارگریت پرت (حدود ۱۲۵۰–اول ژوئیه ۱۳۱۰)
- ژان دو مون (۱۲۴۰–۱۳۰۵)
- ژیل لو مویزی (۱۲۷۲–اکتبر ۱۳۵۳)
- پیر برسوییر (۱۳۰۰ –۱۳۶۲)
- ژان لو بل (حدود ۱۲۹۰–حدود ۱۳۷۰)
- کولین موزه (اواسط قرن ۱۳–؟)